# Démocrates progressistes
Les Démocrates progressistes (en anglais, Progressive Democrats, en irlandais, An Paírtí Daonlathach) étaient un parti politique irlandais libéral, membre au niveau européen du Parti de l'Alliance des libéraux et des démocrates pour l'Europe (ALDE).

## Histoire
Les Démocrates progressistes ont notamment été fondés en 1985 par Desmond O'Malley et Mary Harney, expulsés du Fianna Fáil pour avoir voté contre leur parti, ainsi que par Michael Keating un député du Fine Gael,,,. La première réunion publique du parti attire plus de 1000 personnes et de nombreuses personnes adhèrent au parti, dont une grande partie de la section du Fianna Fáil de Limerick, d'où vient O'Malley. En janvier 1986, deux députés supplémentaires du Fianna Fáil, Bobby Molloy et Pearse Wyse, rejoignent le nouveau parti. Enfin, deux sénateurs travaillistes, Tim Conway et Helena McAuliffe, adhèrent également aux Démocrates progressistes. Lors du premier sondage réalisé après la création du parti, ce dernier est crédité de 25% des voix, prises principalement au détriment du Fine Gael.
Les Démocrates progressistes obtiennent finalement 11.8% des voix et 14 sièges lors de leur première participation aux élections législatives, en 1987, et deviennent ainsi la troisième force politique du pays. Ils sont ainsi les premiers bénéficiaires de la chute du Fine Gael et du Parti travailliste, au pouvoir pendant la législature précédente. Ils perdent en revanche les deux sièges de sénateurs de Conway et McAuliffe.
Deux ans plus tard, lors des élections européennes de 1989, ils obtiennent 12% des voix et un siège au Parlement européen, le seul qu'ils remporteront lors d'élections européennes.
Le parti n'obtient toutefois que 5.5% des voix lors des élections législatives qui se tiennent le même jour. Les Démocrates progressistes forment toutefois une coalition gouvernementale avec le Fianna Fáil, sous la direction de Charles Haughey. Il s'agit à la fois de la première participation gouvernementale des Démocrates progressistes et de la première fois où le Fianna Fáil a besoin d'un partenaire de coalition. Desmond O'Malley devient ministre de l'Industrie et du Commerce et Bobby Molloy ministre de l'Énergie.
Des élections législatives anticipées sont convoquées en 1992. Les Démocrates progressistes n'obtiennent plus que 4.7% des voix et ne participent plus au gouvernement, le Fianna Fáil ayant obtenu la majorité absolue des sièges et gouvernant seul. Lors des élections européennes de 1994, leur score tombe à 6.5% et ils perdent leur unique siège. Ils renoncent ensuite à participer à ces élections.
Lors des élections législatives de 1997, les Démocrates progressistes perdent six de leurs dix sièges au parlement. De 1997 à 2007, ils ne participent pas moins à une coalition gouvernementale avec le Fianna Fáil. Lors de la formation du gouvernement du 28e Dáil en 1997, Mary Harney, seule membre du parti à y siéger, occupe la fonction de vice-Première ministre (Tánaiste) et de ministre des Entreprises, du Commerce et de l'Emploi.
Lors des élections législatives de 2002, les Démocrates progressistes doublent leur nombre de sièges au parlement, passant de quatre à huit. Mary Harney est rejointe au gouvernement par Michael McDowell qui prend le portefeuille de la Justice, de l'Égalité et des Réformes législatives. En 2004, Harney change de ministère et reprend la responsabilité de la Santé et de l'Enfance. En septembre 2006, McDowell reprend le poste de Tánaiste jusque-là occupé par Harney, mais tous deux restent au gouvernement.
Avant les élections de 2007, le groupe parlementaire du PD comprenait 13 membres Oireachtas - 8 députés (TDs) et 5 sénateurs (senators). Le scrutin de mai 2007 s'est soldé par une lourde défaite pour les Démocrates progressistes qui ont perdu 6 de leurs 8 députés. Le Parti vert rejoint alors également la coalition gouvernementale. Les Démocrates progressistes n'ont plus qu'un portefeuille ministériel, la Santé et l'Enfance, qui reste aux mains de Mary Harney. Ils doivent en revanche abandonner le poste de Tánaiste. Le sénateur Ciarán Cannon prend la tête du PD en 2008. 
Le parti est dissous le 28 février 2009,. Cette dissolution intervient alors que les Démocrates progressistes sont encore représentés tant au gouvernement qu'au parlement, un cas plutôt rare. Ils auront été le petit parti qui a rencontré le plus de succès dans l'histoire récente de l'Irlande.

## Programme
Les Démocrates progressistes suivent une ligne politique libérale de droite et sont en cela plus proches du Fine Gael que du Fianna Fáil, dont une majorité des cadres sont pourtant issus. Ils défendent notamment une baisse de la fiscalité, une réduction du rôle de l'État et une politique favorable aux entreprises,. Leur programme économique est inspiré par celui de John A. Costello, Premier ministre issu du Fine Gael dans les années 1950, mais également de ceux, contemporains, de Ronald Reagan et Margaret Thatcher. Ils sont plutôt progressistes sur les questions de société.
Une partie de leurs propositions en matière fiscale seront reprises par le Fianna Fáil, qui récupère ainsi également une partie de leur électorat. 

## Résultats
| Élection | Sièges   | ±  | Position | Voix    | %     | Gouvernment          | Leader           |
| -------- | -------- | -- | -------- | ------- | ----- | -------------------- | ---------------- |
| 1987     | 14 / 166 | 14 | 3rd      | 210,583 | 11.8% | Opposition           | Desmond O'Malley |
| 1989     | 6 / 166  | 8  | 5th      | 91,013  | 5.5%  | Coalition (FF-PD)    | Desmond O'Malley |
| 1992     | 10 / 166 | 4  | 4th      | 80,787  | 4.7%  | Opposition           | Desmond O'Malley |
| 1997     | 4 / 166  | 6  | 4th      | 83,765  | 4.7%  | Coalition (FF-PD)    | Mary Harney      |
| 2002     | 8 / 166  | 4  | 4th      | 73,628  | 4.0%  | Coalition (FF-PD)    | Mary Harney      |
| 2007     | 2 / 166  | 6  | 6th      | 56,396  | 2.73% | Coalition (FF-GP-PD) | Michael McDowell |